# NGC 5783
NGC 5783 (NGC 5785) é uma galáxia espiral barrada (SBc) localizada na direcção da constelação de Boötes. Possui uma declinação de +52° 04' 36" e uma ascensão recta de 14 horas, 53 minutos e 28,3 segundos.
A galáxia NGC 5783 foi descoberta em 21 de Abril de 1887 por Lewis A. Swift.